# 佐藤喜代治
佐藤 喜代治（さとう きよじ、1912年9月19日 - 2003年5月7日）は、日本の国語学者。東北大学名誉教授。

## 人物
宮城県宮城郡根白石村(現・仙台市泉区)に生まれる。
第二高等学校卒、1935年東北帝國大學法文学部国語学科卒業。山田孝雄に師事。1938年満洲・建国大学助教授、1942年神宮皇學館大學助教授、1948年東北大学法文学部助教授、1949年文学部助教授、1951年教授、1962年「日本文章史の研究」で文学博士の学位を取得、1964年から翌年ミシガン大学へ出張。1967年文学部長、1976年定年退官、名誉教授、聖和学園短期大学教授、1977年から1989年フェリス女学院大学客員教授。1984年勲二等旭日重光章叙勲。1997年河北文化賞受賞。
肺炎により死去。墓所は北仙台の光明寺にある。

## 業績
研究領域は文章、語彙、文字、辞書など幅が広い。学問に対する態度は精緻な実証主義であり、演習には必ず実例を示して解説していた。また、東北地方の方言調査における研究体制を構築した。

## 著書

### 単著
- 『日本の文字及び文章』建国大学研究院、1936年
- 『日本語の精神』畝傍書房、1944年。のちゆまに書房
- 『国語学概論』角川全書、1952年
- 『教科日本文法要説：現代語編』日本書院、1960年
- 『日本文法要説：古語編』日本書院、1962年
- 『日本文章史の研究』明治書院、1966年。ISBN 4625421071
- 『国語語彙の歴史的研究』明治書院、1971年。ISBN 462542108X
- 『日本文法：理論と教育』明治書院、1973年
- 『訥言録』「訥言録」刊行会、1977年
- 『日本文法要論』朝倉書店、1977年。ISBN 425451008X
- 『日本の漢語：その源流と変遷』角川書店〈角川小辞典〉1979年。ISBN 4040628004
- 『字義字訓辞典』角川書店〈角川小辞典〉1985年
- 『漢字講座』明治書院、1988年
- 『『色葉字類抄』略注』明治書院、1995年
- 『一語の辞典：気』三省堂、1996年。ISBN 4385422206
- 『漢語漢字の研究』明治書院、1998年。ISBN 4625421063

### 共編著
- 『国語学要説』編、朝倉書店、1966年
- 『国語表現法』編、朝倉書店、1971年。ISBN 4254510063
- 『国語史』編、桜楓社、1973年
- 『国語学研究事典』編、明治書院、1977年。ISBN 4625400015
- 『国語史要説』前田富祺共著、朝倉書店、1977年
- 『暮らしことばの辞典』編著、講談社、1985年。ISBN 4062012324
- 『国語論究』全10集、編、明治書院、1986-2002
- 『漢字百科大事典』加藤正信・飛田良文・村上雅孝共編著、明治書院、1996年。ISBN 4625400643

### 記念論集
- 『佐藤喜代治教授退官記念国語学論集』桜楓社、1976年
- 『日本語学の蓄積と展望』佐藤喜代治博士追悼論集刊行会編、明治書院、2005年